# Fondation Raspberry Pi
Pour les articles homonymes, voir Raspberry.
La Fondation Raspberry Pi est une organisation caritative fondée en 2009 dans le but de promouvoir l'étude de l'informatique et de faciliter l'accès à l'apprentissage de la programmation dans les écoles. Elle est à l'origine du développement de l'ordinateur monocarte à processeur ARM Raspberry Pi.

## Fondation

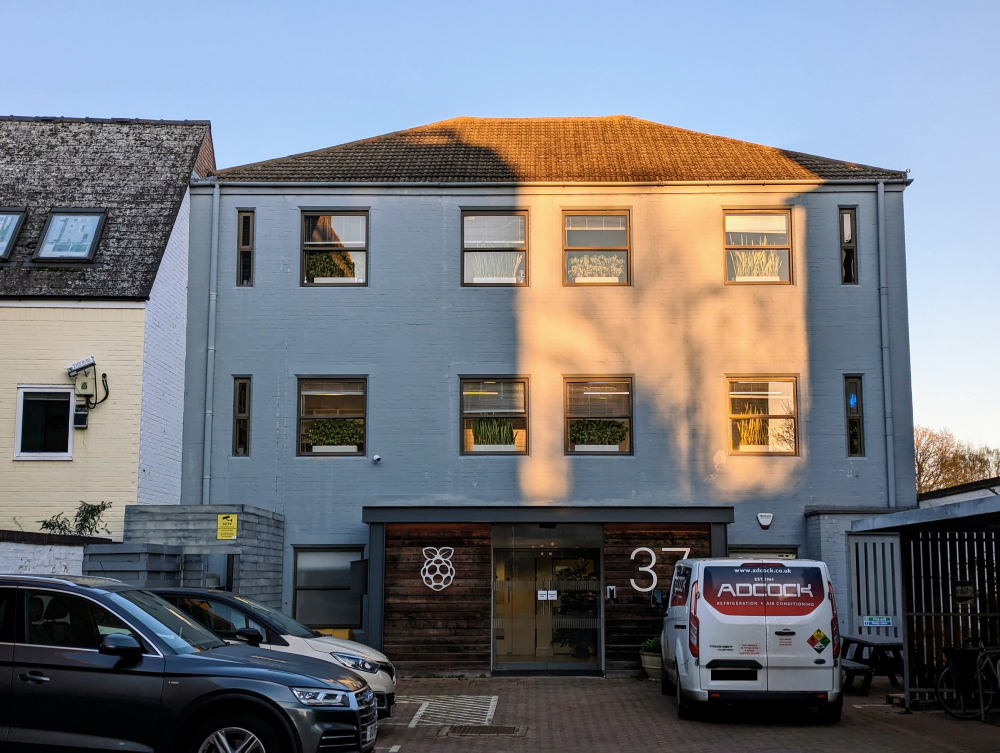
Siège de la Fondation Raspberry Pi

La Fondation Raspberry Pi est une organisation caritative enregistrée auprès de la Commission caritative pour l'Angleterre et le Pays de Galles ainsi qu'une société à responsabilité limitée par garantie en Angleterre et au Pays de Galles. Elle a été fondée en mai 2009 à Caldecote, dans le Cambridgeshire, en Angleterre.
Son objectif est de « promouvoir l'étude de l'informatique et des sujets connexes, en particulier au niveau scolaire, et de remettre le plaisir au cœur de l'apprentissage de l'informatique ». La fondation est soutenue par le Laboratoire d'informatique de l'université de Cambridge et Broadcom.
En 2016, la fondation a déplacé son siège social à Station Road, Cambridge, puis à nouveau en 2018 à Hills Road, Cambridge.

### Histoire
« Le manque de matériel programmable pour les enfants — le genre de matériel que nous avions dans les années 1980 — nuit à l'approvisionnement de jeunes de dix-huit ans qui savent programmer, ce qui pose un problème pour les universités, et puis cela nuit à l'approvisionnement de jeunes de 21 ans qui savent programmer, et cela cause des problèmes pour l'industrie. »

— Eben Upton, cofondateur, en 2012 (traduction)
Lorsque la diminution du nombre et des compétences des étudiants postulant en informatique est devenue une préoccupation pour une équipe comprenant Eben Upton, Rob Mullins, Jack Lang et Alan Mycroft au Laboratoire d'informatique de l'Université de Cambridge en 2006, le besoin d'un petit ordinateur abordable s'est fait sentir. Plusieurs versions des premiers prototypes de Raspberry Pi ont été conçues, mais étaient très limitées par le coût élevé et les processeurs peu puissants pour les appareils mobiles à cette époque.
En 2008, l'équipe a commencé une collaboration avec Pete Lomas, directeur général de Norcott Technologies, et David Braben, le co-auteur du jeu emblématique Elite sur BBC Micro, et a formé la Fondation Raspberry Pi. Trois ans plus tard, le Raspberry Pi Modèle B est né et s'est vendu à plus de deux millions d'unités en deux ans de production de masse.

### Fondateurs et direction
Les fondateurs de l'organisation sont :
- Eben Upton
- Rob Mullins, maître de conférences au Laboratoire d'informatique de l'Université de Cambridge
- Jack Lang, conférencier affilié au Laboratoire d'informatique de l'Université de Cambridge et fondateur d'Electronic Share Information Ltd
- Alan Mycroft, professeur d'informatique au Laboratoire d'informatique de l'Université de Cambridge
- David Braben, PDG de Frontier Developments et co-auteur du jeu Elite en 1984
- Pete Lomas, directeur général de Norcott Technologies

Au début de 2013, l'organisation s'est scindée en deux parties : la Fondation Raspberry Pi, responsable des activités caritatives et éducatives ; et Raspberry Pi (trading) Ltd, responsable des activités d'ingénierie et commerciales. Raspberry Pi Ltd est une filiale détenue à 100 % par la Fondation Raspberry Pi, l'argent gagné grâce aux ventes des produits Raspberry Pi étant utilisé pour financer le travail caritatif de la Fondation. Eben Upton était initialement PDG des deux divisions, mais en septembre 2013, Lance Howarth est devenu PDG de la Fondation Raspberry Pi, avec Eben Upton restant PDG de Raspberry Pi Ltd. Philip Colligan a remplacé Lance Howarth en tant que PDG de la Fondation Raspberry Pi en juillet 2015.
En 2021, Raspberry Pi (trading) Ltd a changé son nom en Raspberry Pi Ltd. Sa société holding nouvellement formée, Raspberry Pi Holdings, a fait l'objet d'une introduction en bourse à la Bourse de Londres en juin 2024.

### Logo
En octobre 2011, le logo de la fondation a été sélectionné parmi plusieurs soumis lors d'un concours ouvert. Une liste restreinte de six a été établie, le jugement final prenant plusieurs jours. Le design choisi a été créé par Paul Beech et représente une framboise, dans le style d'une molécule de buckminsterfullerène.

### Fonds pour l'éducation
En avril 2014, la fondation a annoncé un fonds d'un million de livres sterling pour soutenir des projets qui améliorent la compréhension de l'informatique et pour promouvoir l'utilisation de la technologie dans d'autres matières, en particulier les sciences, technologies, ingénierie et mathématiques (STEM) et les arts créatifs pour les enfants. Ils ont proposé de fournir jusqu'à 50 % du coût total prévu aux candidats retenus. Carrie Anne Philbin était la directrice de l'éducation.

### Fusions
En 2015, la Fondation Raspberry Pi a fusionné avec Code Club. En 2017, elle a fusionné avec CoderDojo.

### Bebras
La Fondation Raspberry Pi est un sponsor actif de l'édition britannique du concours international d'informatique Bebras, en collaboration avec l'université d'Oxford.

## Raspberry Pi

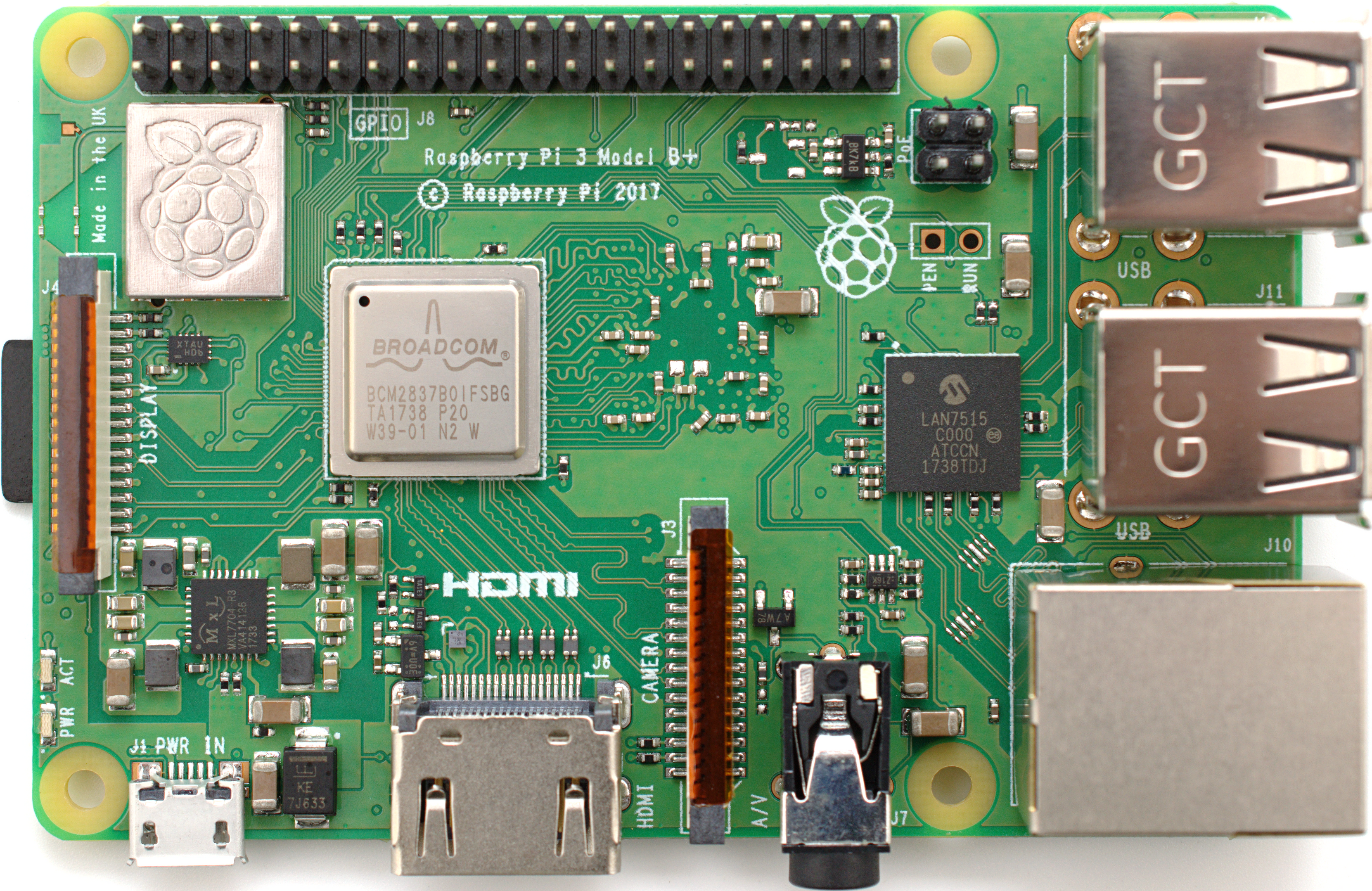
Un Raspberry Pi 3 Modèle B+

En 2011, le Raspberry Pi, un nano-ordinateur monocarte à processeur ARM, est développé par la fondation. Deux versions sont développées, l'une à 25 $US et l'autre à 35 $US. Les commandes sont ouvertes le 29 février 2012. Le but de cet ordinateur est de stimuler l'apprentissage des bases de l'informatique par une meilleure accessibilité du matériel,,,,.
La fondation prévoit l'utilisation de Scratch pour la programmation par les enfants de son nano-ordinateur Raspberry Pi et l'utilisation d'entrées/sorties pour le contrôle de périphériques externes. De plus, la faible consommation d'énergie facilite l'utilisation pour les robots, la gestion de la vidéo permet d'orienter le développement de Home Theater PC.
Depuis 2015, la fondation édite The MagPi, un magazine autour des projets Raspberry Pi, lancé en 2012 par des bénévoles. Elle publie également Hello World, un magazine sur "l'informatique et la création numérique". De 2018 au début de 2023, la fondation a publié Wireframe, un magazine sur le développement de jeux vidéo.